# Velipojë
Velipojë ([vɛlipɔj(ə)]; bepaalde vorm: Velipoja) is na de gemeentelijke herinrichting van 2015 een deelgemeente (njësitë administrative përbërëse) van de Albanese stad (bashkia) Shkodër en telt 5000 inwoners (2011), een aantal dat 's zomers sterk stijgt door een toevloed van toeristen en extra arbeidskrachten. Het is gelegen aan de monding van de Bunë (Servisch: Bojana) in de Adriatische Zee, 23 kilometer zuidelijk van prefectuurshoofdstad Shkodër.

## Geografie
Velipojë heeft een oppervlakte van 72,4 vierkante kilometer groot en ligt direct tegen de door de Bunë gevormde grens met Montenegro, aan de noordrand van de Dringolf. Het dorp is omgeven door lagunes en wordt in het oosten van de badplaats Shëngjin gescheiden door een heuvelrug. Afgezien van Montenegro en de Dringolf grenst de Velipojë aan Dajç in het noorden, Bushat in het noordoosten en de prefectuur Lezhë in het oosten.

### Kernen
Naast Velipojë zelf behoren tot de deelgemeente nog acht dorpen: Baks-Rrjoll, Baks i Ri, Ças, Gomsiqe, Luarzë, Mali Kolaj, Pulaj en Reç i Ri.

## Economie en toerisme
Velipojë is een populaire badplaats zowel voor dagjestoeristen uit de directe omgeving als voor vakantiegangers uit heel Albanië en Kosovo. Het circa 10 km lange zandstrand is een van de langste van het land.
Het toerisme heeft Velipojë veel investeringen en nieuwe bebouwing opgeleverd. Zo werd in 2007 de weg naar Shkodër vernieuwd en doorgetrokken. Naast van het toerisme leeft de stad voornamelijk van de landbouw.

## Sport
Voetbalclub KS Ada Velipojë, die uitkomt in de Kategoria e Parë (de Albanese tweede klasse), heeft zijn thuishaven op het Fusha Sportive Adriatik, dat plaats biedt aan 1000 toeschouwers.